# 荷蘭奧林匹克委員會和體育同盟
荷蘭奧林匹克委員會和體育同盟（荷蘭語：Nederlands Olympisch Comité Nederlandse Sport Federatie，縮寫：NOC*NSF），是荷蘭的國家奧林匹克委員會、國家帕拉林匹克委員會以及體育部門。該組織成立於1912年，是國際奧林匹克委員會、歐洲奧林匹克委員會、國際傷殘奧林匹克委員會及歐洲帕拉林匹克委員會的成員。1900年，首次派員參加在法國巴黎舉行的夏季奧運會，而在1960年則首次派員參加在意大利羅馬舉辦的夏季殘奧運。
現時，荷蘭奧林匹克委員會和體育同盟的總部設在東部城市阿納姆，主席是Anneke van Zanen-Nieberg，她於2019年起出任此職。

## 資料來源
1. ↑  .   [2014-06-19]. （原始内容存档于2010-07-28）.
2. ↑  . consultancy.nl. 2019-03-08  [2022-12-22]. （原始内容存档于2021-06-30）.